# Chirixalus punctatus
Chirixalus punctatus és una espècie d'amfibi que viu a Myanmar.